# 1292年
| 千纪： | 2千纪 |
| 世纪： | 12世纪 \| 13世纪 \| 14世纪                                                                                 |
| 年代： | 1260年代 \| 1270年代 \| 1280年代 \| 1290年代 \| 1300年代 \| 1310年代 \| 1320年代                           |
| 年份： | 1287年 \| 1288年 \| 1289年 \| 1290年 \| 1291年 \| 1292年 \| 1293年 \| 1294年 \| 1295年 \| 1296年 \| 1297年 |
| 纪年： | 壬辰年（龙年）；元至元二十九年；越南重興八年；日本正應五年                                                 |

## 大事记
- 元爪戰爭，元世祖忽必烈聯合爪哇信訶沙里國王克塔納伽拉（英语：Kertanegara of Singhasari）的女婿克塔拉亞薩（英语：Kertarajasa）（又名羅登·韋查耶）攻打叛將賈亞卡特望（英语：Jayakatwang），滅信訶沙里，克塔拉亞薩（英语：Kertarajasa）隨後倒戈打退元軍，統一爪哇，翌年建立滿者伯夷。
- 闊闊真 (卜魯罕氏)抵達伊兒汗國，據稱馬可波羅亦為隨行使者之列。
- 马可波罗离开中国。
- 郭守敬主持重修通惠河，1293年完工。

## 逝世
- 4月4日－尼各老四世，羅馬教宗
- 答剌麻八剌